# Biserica Sfinții Constantin și Elena din Siret

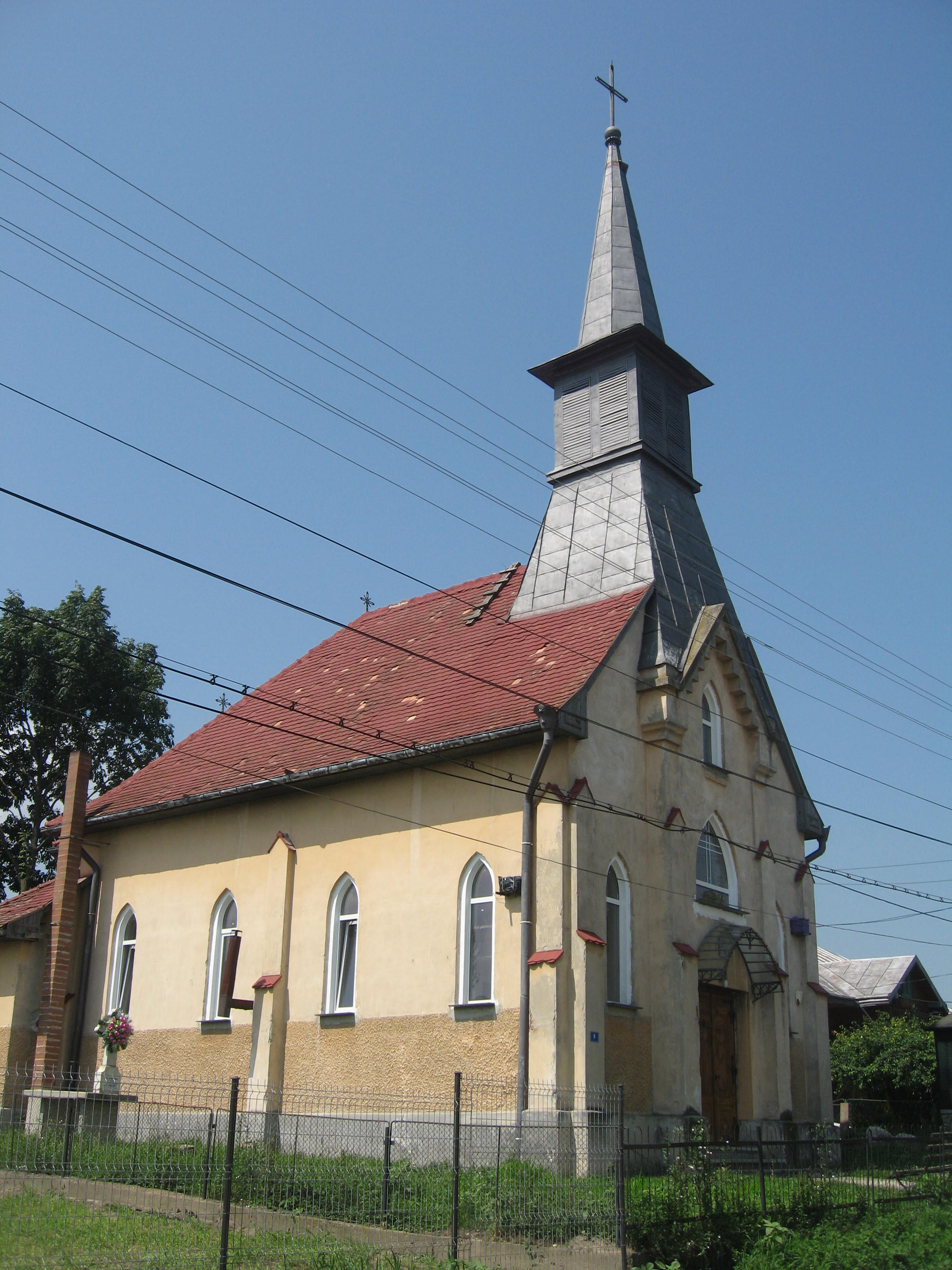
Biserica "Sf. Constantin şi Elena" din Siret

Biserica "Sfinții Împărați Constantin și Elena" din Siret este o biserică construită între anii 1934-1936 în orașul Siret. Inițial a fost biserică evanghelică, dar în prezent este folosită de comunitatea ortodoxă din oraș. Ea se află pe strada Castanilor nr. 9.

## Comunitatea germană din Siret
Până în anul 1940, în orașul Siret a existat o numeroasă comunitate germană. În anul 1869, ponderea germanilor în populația de 6.484 locuitori ai Siretului era de 24,98%. În 1927, locuiau în Siret 1.378 germani, aceștia reprezentând o pondere de 21,84% din populația localității. 
În anul 1930, populația orașului Siret era de 9.905 locuitori, dintre care 4.302 români (43,43%), 2.105 evrei (21,25%), 1.657 germani (16,72%), 1.011 ruteni (10,20%), 462 ruși (4,66%), 301 polonezi (3,03%), 17 țigani, 10 cehi și slovaci, 6 unguri, 1 bulgar, 7 de alte naționalități și 26 de etnie nedeclarată.  Din punct de vedere al religiei, populația era alcătuită din 5.094 ortodocși (51,42%), 2.121 mozaici (21,41%), 1.899 romano-catolici (19,17%), 603 greco-catolici (6,08%), 116 evanghelici (luterani), 22 baptiști, 3 adventiști, 1 armeano-gregorian, 1 unitarian, 21 de alte religii și secte și 24 de religie nedeclarată.
În anul 1940, majoritatea germanilor au emigrat în Germania. Bunurile lor au fost predate prin proces-verbal statului român, care le-a oferit o despăgubire. 

## Istoricul bisericii
Între anii 1934-1936, comunitatea evanghelică (luterană) din orașul Siret a construit o biserică evanghelică. 
Între anii 1988-1993, cât s-au efectuat reparații și s-a repictat Biserica "Nașterea Sf. Ioan Botezătorul", aici s-au săvârșit slujbele religioase.  În anul 1996, s-a format Parohia "Sf. Împărați Constantin și Elena" prin desprinderea din Parohia "Nașterea Sf. Ioan Botezătorul" din Siret. Ca paroh a fost numit preotul Ioan Colban.
Icoanele de pe catapeteasma bisericii au fost pictate în anul 2003 de pictorii iconari Matei și Maria-Kornelia Schinteie din Covasna. 
În prezent, această biserică este folosită de comunitatea ortodoxă din Siret.

## Imagini

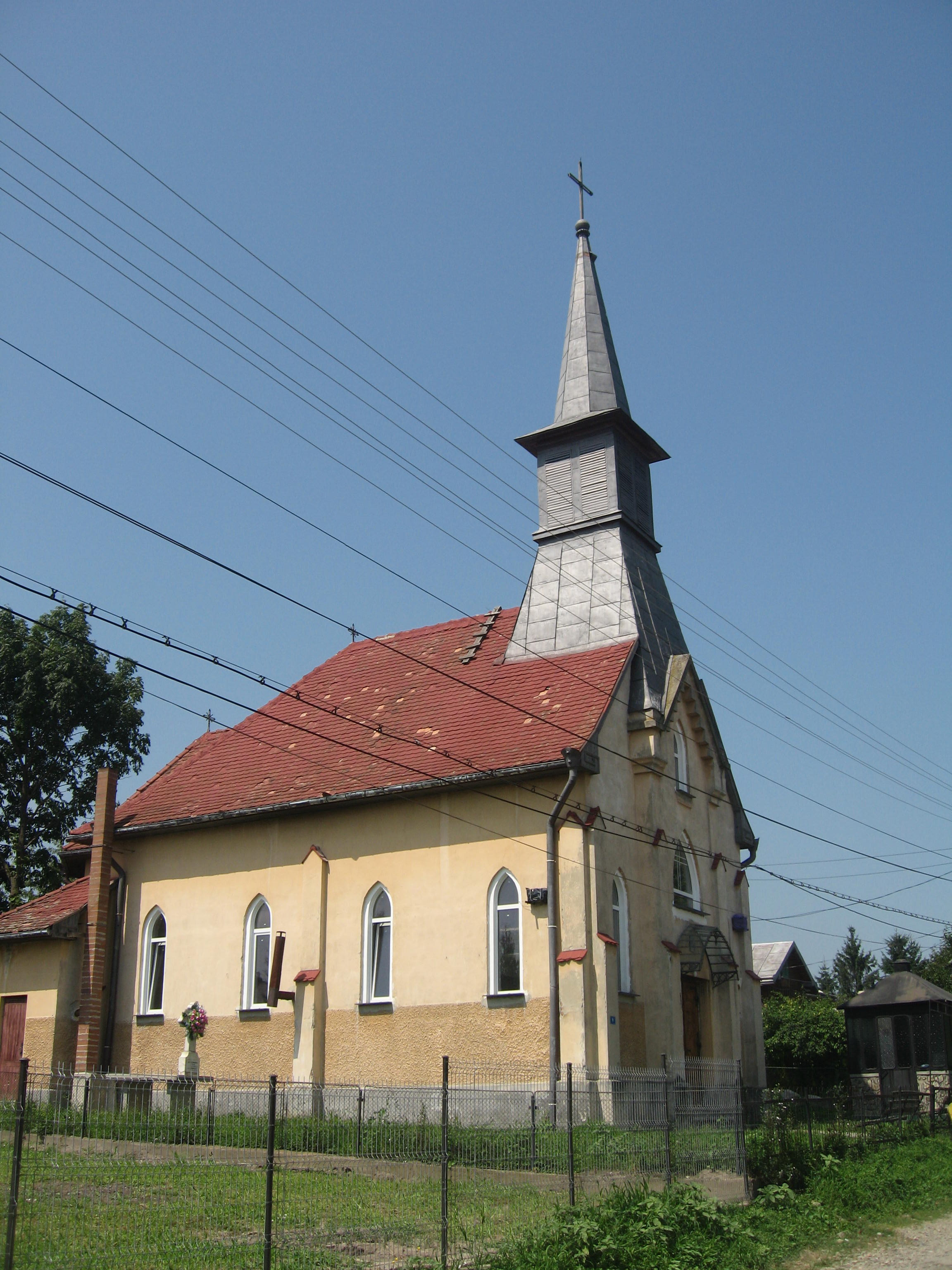
Biserica "Sf. Constantin şi Elena" din Siret
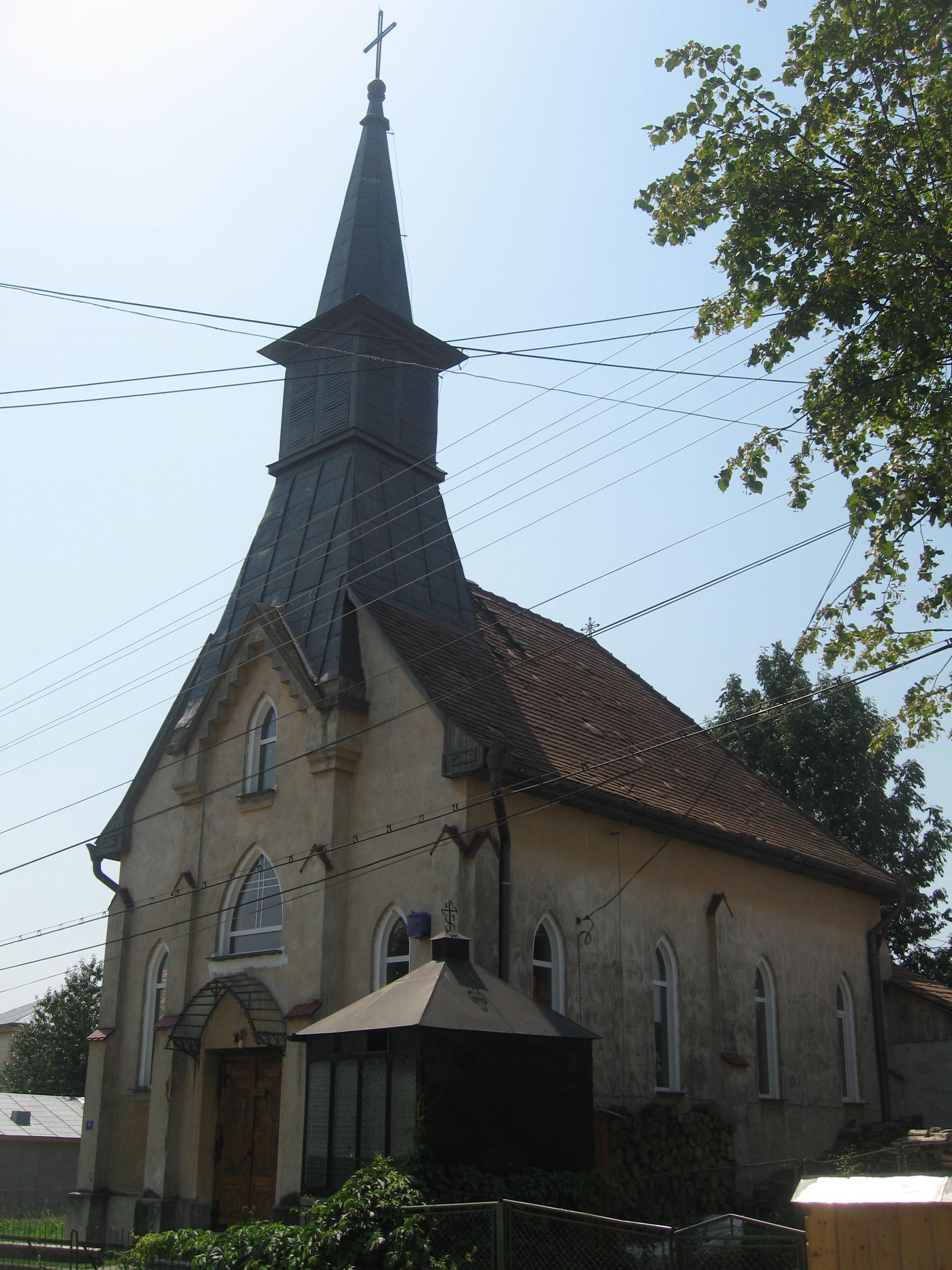
Biserica "Sf. Constantin şi Elena" din Siret